# Garrett Temple
Garrett Bartholomew Temple (ur. 8 maja 1986 w Baton Rouge) – amerykański koszykarz, występujący na pozycjach rzucającego obrońcy lub niskiego skrzydłowego, od 2023 zawodnik Toronto Raptors.
9 lipca 2016 podpisał umowę z Sacramento Kings.
17 lipca 2018 został wysłany do Memphis Grizzlies w zamian za Deyontę Davisa, Bena McLemore, wybór II rundy draftu 2021 oraz zobowiązania gotówkowe.
7 lutego 2019 trafił w wyniku wymiany do Los Angeles Clippers. 8 lipca został zawodnikiem Brooklyn Nets.
27 listopada 2020 dołączył do Chicago Bulls. 8 sierpnia 2021 został wytransferowany do New Orleans Pelicans. 1 sierpnia 2023 zawarł umowę z Toronto Raptors.

## Osiągnięcia
Stan na 3 października 2023, na podstawie, o ile nie zaznaczono inaczej.
NCAA
- Uczestnik:
  - NCAA Final Four (2006)
  - turnieju NCAA (2006, 2009)
- Mistrz sezonu regularnego konferencji Southeastern (SEC – 2006, 2009)
- Zaliczony do:
  - I składu defensywnego SEC (2008, 2009)
  - II składu SEC (2009)

D-League
- Uczestnik meczu gwiazd D-League (2011)
- Zaliczony do składu All-D-League Honorable Mention Team (2010)

NBA
- Zaliczony do składu Honorable Mention podczas rozgrywek letniej ligi NBA w Orlando (2012)